# Феррер, Викентий
Вике́нтий (Винсент, Висенте) Ферре́р, (исп. Vicente Ferrer, кат. Vicent Ferrer; 23 января 1350, Валенсия, королевство Валенсия, Арагонская корона — 5 апреля 1419, Ван, Бретань) — католический святой, монах-доминиканец, философ, богослов и величайший проповедник. Канонизирован в 1455 году.

## Биография
Викентий Феррер родился в 1350 году в Валенсии, в дворянской семье, получил хорошее образование. В 18-летнем возрасте вступил в число доминиканцев. В 1370—1372 годах преподавал философию и логику в Лериде, в этот период он написал первые философские сочинения — De suppositionibus (О суппозициях) и De vita spirituali (О духовной жизни). В 1373 году переехал в Барселону, где прошёл обучение в доминиканской школе арабистики и гебраистики.
В 1379 году был рукоположён в священники кардиналом Педро де Луна (будущий антипапа Бенедикт XIII). С 1385 по 1390 год жил в родном городе Валенсия, где возглавлял богословскую школу при кафедральном соборе и вскоре прославился своим красноречием. В произошедшем в эти годы Великом западном расколе Феррер, как и большинство представителей южноевропейских стран, выступал в поддержку авиньонской партии и антипапы Климента VII, опубликовав сочинение De moderno Ecclesiae schismate (О нынешнем расколе в Церкви).
Видел в обращении евреев в христианство величайшую свою заслугу. Его первым значительным успехом в качестве миссионера было обращение Соломона Леви из Бургосав 1391 году.
В 1391 году король Арагона и Валенсии Хуан I назначил Викентия своим духовником. После того, как в Авиньоне антипапу Климента VII сменил хорошо знакомый Викентию Педро де Луна, принявший имя Бенедикт XIII, он предлагал Викентию кардинальское звание, но тот отказался. Несмотря на поддержку, которую Феррер оказывал Бенедикту XIII, он неоднократно призывал его отречься от притязаний на папский престол во имя восстановления мира и преодоления раскола в церкви.
Викентий Феррер добровольно практиковал суровые аскетические практики, круглый год соблюдал строгий пост, спал на голой земле, передвигался только пешком. С 1398 года был странствующим проповедником, обошёл Испанию, Францию, Италию и Германию. Вокруг него образовалась группа приверженцев в 300 флагеллантов. Толпы народа следовали за ним, оставляя свои повседневные занятия. Начиная с 1401 года Феррер посвящает себя миссионерской деятельности среди катаров и вальденсов. Его проповеди на юге Франции, в Швейцарии и Савойе были успешными, большое число еретиков вернулось в католицизм.
Святой Викентий умер в 1419 году во Франции, где провёл последние годы жизни.

## Почитание
Викентий Феррер был канонизирован папой Каликстом III в 1455 году. День святого в Католической церкви отмечается 5 апреля. Картины, посвящённые святому создали Тициан, Фра Беато Анджелико, Беллини, Франческо дель Косса, Гирландайо и другие. Святой Викентий Феррер считается покровителем Валенсии и всего валенсианского региона. В его честь названы два бразильских муниципалитета — Сан-Висенти-Феррер и Сан-Висенти-Феррер (Мараньян).